# 爱比克泰德 (艺术家)
爱比克泰德（英語：Epiktetos），（约活动于公元前6世纪前后）。古希腊陶工与画家。他的作品严谨、雅致、活泼、线条纤细、构图优美。现分藏于英国不列颠博物馆与法国巴黎纪念章陈列馆等处。其中以藏于英国不列颠博物馆的基里克斯陶杯（酒杯）为其最杰出的代表作。该作约作于公元前6世纪前后，杯内绘有《吹笛人和舞蹈者》，杯外为《赫拉克利斯及埃及王布希利斯》。

## 外部资源
- The Getty Museum - Biography of Epiktetos （页面存档备份，存于）
- Dimitris Paleothodoros, Epictetos, Peeters, coll. d'Études classiques, Vol. 18, Louvain, 2004.